# Tyrrellspass Castle
Tyrrellspass Castle (irisch Caisleán Bhealach an Tirialaigh), das auf die Zeit um 1411 zurückgeht, ist ein Tower House südwestlich des Dorfes Tyrrellspass im irischen County Westmeath. Es ist die einzig verbliebene Burg der Tyrrells, die in der Zeit der anglonormannischen Invasion nach Irland kamen.

## Beschreibung
Die Niederungsburg ist etwa 20 Meter hoch und folgt dem üblichen Muster eines Tower House, das aus Stein gebaut wurde, vorwiegend Verteidigungszwecke erfüllte und aus einer Reihe übereinander angeordneter Räume besteht. Die originale Wendeltreppe und einen der ursprünglichen Dachbalken aus dem Jahr 1290 kann man heute noch sehen. Dieser herausgestellte Dachbalken liegt in einem Teil des Restaurants namens Lounge. Am Eingang befindet sich ein „Mörderloch“, durch das Eindringlinge angegriffen werden konnten.

## Geschichte
Tyrrellspass ist der moderne Name von Fartullagh (irisch Fir Thulach), wo 1597 Captain Richard Tyrrell, ein Hauptalliierter von Aodh Mór Ó Néill, 2. Earl of Tyrone, im neunjährigen Krieg, in der sogenannten Schlacht von Tyrrellspass einen Sieg gegen die Truppen der englischen Krone errang.
Während der Rückeroberung Irlands 1650 sollen die Bewohner der Burg sehr gelitten haben und viele wurden hingerichtet. Bald danach erwarb die Familie Rochfort, die später zu Earls of Belvedere erhoben wurde, die Burg. 1796 verpachtete der 2. Earl die Burg als Kaserne an die Armee. 1850 wurde Charles Brinsley Marley, der Enkel der Tochter des 1. Earls, Eigentümer. Danach fiel das Anwesen an Lieutenant-Colonel Charles Howard-Bury, den Entdecker. Er verkaufte später die Häuser auf dem Anwesen.
Nach einer ereignisreichen Geschichte von Überfällen wurde die Burg in den 1970er-Jahren von Phillip Ginnell umfassend restauriert.

## Heute
In den frühen 1990er-Jahren wurde das Gebäude in ein modernes Restaurant umgewandelt. Heute wird es unter dem Namen Tyrrellspass Castle Restaurant betrieben. Dort finden auch mittelalterliche Banketts statt.